# Gerichte in der Provinz Schleswig-Holstein
Dieser Artikel beschreibt die Gerichtsorganisation in der preußischen Provinz Schleswig-Holstein.

## Ordentliche Gerichtsbarkeit

### Vorgeschichte
Zum Zeitpunkt der Annexion Schleswig-Holsteins durch Preußen 1866 stellte sich die Gerichtsorganisation wie folgt dar:

#### Herzogtum Holstein
Im Herzogtum Holstein bestanden eine Vielzahl unterschiedlicher Gerichte.
In der ersten Instanz in Zivilrechtsverfahren wirkte in den 14 Städten des Herzogtums der Magistrat als Gericht erster Instanz. Die Bürgermeister waren Juristen und wirkten in kleineren Angelegenheiten (bis 30 Mark) als Einzelrichter. In bedeutenderen Fällen handelte der Magistrat als Spruchkammer.
Auf dem Land bestanden traditionell Volksgerichte. Diese traten aber selten zusammen. In der Praxis wurde die Rechtsprechung durch die Oberbeamten der Ämter vorgenommen. In den Ämtern Plön, Traventhal, Reinfeld und Rethwisch, im Amt Segeberg und in den Landschaften Dithmarschen waren förmliche kollegialische Gerichte erster Instanz eingerichtet, die mit Juristen besetzt waren. Daneben bestanden in großem Umfang Patrimonialgerichte. Diese waren in der Verordnung vom 19. Juli 1805 geregelt worden. Der von Gutsherren bestellte Gerichthalter musste landesherrlich bestätigt werden und mindestens alle vier Wochen im Gutshof Gericht halten.
Für die Geistlichkeit bestanden Unter-Konsistorien als Gerichte erster Instanz. Diese wurden in Altona, Kiel und Neustadt Stadt-Konsistorium genannt und auf dem Land Land-Konsistorium.
Als Gerichte zweiter Instanz bestanden:
- das holsteinische Obergericht in Glückstadt: Es war Gericht erster Instanz für die examinierten Personen und privilegierten Sachen und ansonsten Gericht zweiter Instanz
- das Holsteinische Landgericht in Glückstadt: Es war erste Instanz für die Ritterschaft und die Gutsbesitzer und zweite Instanz für die Entscheidungen der ordentlichen Gerichte der adligen Güter und klösterlichen Distrikte
- das Ober-Konsistorium in Glückstadt als Gericht für die geistlichen Stände
- das Land-Ober-Konsistorium in Glückstadt als erste Instanz für Ehesachen der Ritterschaft und Besitzer adliger Güter. Es besteht aus den Mitgliedern des Landgerichts und des Ober-Konsistoriums

1834 wurde mit dem Oberappellationsgericht Kiel ein Oberappellationsgericht als Gericht dritter Instanz geschaffen. Es war als oberstes Gericht für Appellationen zuständig. Das Verfahren wurde durch die Provisorische Gerichtsordnung vom 15. Mai 1834 geregelt.
Kriminalgerichte: Kriminal-Untersuchungsgerichte waren die Oberbeamten der Ämter und Landschaften, die Gerichtshalter der adligen Güter, die Obrigkeiten der Klöster und in den Städten die Magistrate. Diese konnten Strafen selbstständig verhängen, wenn die Strafe ein Jahr Zuchthaus nicht übersteigt. Für höhere Strafandrohung ist das Ober-Kriminalgericht (bestehend aus den Mitgliedern des Obergerichtes) zuständig.
Zweite Instanz in Kriminalsachen ist das Ober-Kriminalgericht für die Sachen, die es nicht selbst entschieden hat und das Oberappellationsgericht für die anderen.
Die dritte Instanz bildet das Oberappellationsgericht. Insoweit dieses selbst als Gericht zweiter Instanz entschieden hatte, bestand nur die Möglichkeit der Supplikation beim Landesherren.

#### Herzogtum Schleswig
Im Herzogtum Schleswig war die Patrimonialsgerichtsbarkeit aufgehoben worden. Auch gab es keine privilegierten Gerichtsstände mehr. Die Gerichtsorganisation verfügte seit 1850 nur über zwei Instanzen:
- Gericht der oberen Instanz war das Appellationsgericht Flensburg.
- In der ersten Instanz waren Verwaltung und Rechtsprechung nicht geteilt. In den Städten waren die Magistrate Gerichte erster Instanz, auf dem Land waren es Einzelrichter mit unterschiedlichsten Bezeichnungen wie Hardes-, Land-, Birk- oder Fleckenvogt.

## Lauenburg

### Von der Annexion bis zum Deutschen Gerichtsverfassungsgesetz
Mit der Annexion durch Preußen wurde die preußische Gerichtsorganisation eingeführt und die Trennung der Rechtsprechung von der Verwaltung durchgehend umgesetzt.
In Kiel wurde das Appellationsgericht Kiel als preußisches Appellationsgericht gebildet.
Als Kreisgerichte wurden eingerichtet:
- Kreisgericht Altona
- Kreisgericht Flensburg
- Kreisgericht Itzehoe
- Kreisgericht Kiel
- Kreisgericht Schleswig

Dies ist die Liste der Amtsgerichte:
| Amtsgericht                         | Sitz                        | Kreisgericht           | Aufgelöst                           |
| ----------------------------------- | --------------------------- | ---------------------- | ----------------------------------- |
| Amtsgericht Bordesholm              | Bordesholm                  | Kreisgericht Kiel      | 1975                                |
| Amtsgericht Bornhöved               | Bornhöved                   | Kreisgericht Kiel      | 1871                                |
| Amtsgericht Bramstedt               | Bramstedt                   | Kreisgericht Kiel      | 1999                                |
| Amtsgericht Burg auf Fehmarn        | Burg auf Fehmarn            | Kreisgericht Kiel      | 1979                                |
| Amtsgericht Cismar                  | Cismar                      | Kreisgericht Kiel      | vor 1879                            |
| Amtsgericht Heiligenhafen           | Heiligenhafen               | Kreisgericht Kiel      | 1979                                |
| Amtsgericht Kaltenkirchen           | Kaltenkirchen               | Kreisgericht Kiel      | 1871                                |
| Amtsgericht Kiel                    | Kiel                        | Kreisgericht Kiel      | besteht                             |
| Amtsgericht Lütjenburg              | Lütjenburg                  | Kreisgericht Kiel      | 1979                                |
| Amtsgericht Neumünster              | Neumünster                  | Kreisgericht Kiel      | besteht                             |
| Amtsgericht Neustadt in Holstein    | Neustadt in Holstein        | Kreisgericht Kiel      | 1979                                |
| Amtsgericht Oldenburg in Holstein   | Oldenburg in Holstein       | Kreisgericht Kiel      | besteht                             |
| Amtsgericht Ploen                   | Ploen                       | Kreisgericht Kiel      | besteht                             |
| Amtsgericht Preetz                  | Preetz                      | Kreisgericht Kiel      | 1979                                |
| Amtsgericht Schönberg (Holstein)    | Schönberg (Holstein)        | Kreisgericht Kiel      | 1979                                |
| Amtsgericht Segeberg                | Segeberg                    | Kreisgericht Kiel      | besteht                             |
| Amtsgericht Lunden                  | Lunden                      | Kreisgericht Itzehoe   | 1932                                |
| Amtsgericht Heide                   | Heide                       | Kreisgericht Itzehoe   | 1971                                |
| Amtsgericht Albersdorf              | Albersdorf                  | Kreisgericht Itzehoe   | vor 1879                            |
| Amtsgericht Wesselburen             | Wesselburen                 | Kreisgericht Itzehoe   | 1971                                |
| Amtsgericht Meldorf                 | Meldorf                     | Kreisgericht Itzehoe   | besteht                             |
| Amtsgericht Marne                   | Marne                       | Kreisgericht Itzehoe   | 1971                                |
| Amtsgericht Eddelak                 | Eddelak                     | Kreisgericht Itzehoe   | 1938 (verlegt nach Brunsbüttelkoog) |
| Amtsgericht Nortorf                 | Nortorf                     | Kreisgericht Itzehoe   | 1976                                |
| Amtsgericht Stadt Rendsburg         | Rendsburg                   | Kreisgericht Itzehoe   | vor 1879                            |
| Amtsgericht Rendsburg               | Rendsburg                   | Kreisgericht Itzehoe   | besteht                             |
| Amtsgericht Hohenwestedt            | Hohenwestedt                | Kreisgericht Itzehoe   | 1976                                |
| Amtsgericht Schenefeld              | Schenefeld                  | Kreisgericht Itzehoe   | 1970                                |
| Amtsgericht Glückstadt              | Glückstadt                  | Kreisgericht Itzehoe   | 1982                                |
| Amtsgericht Crempe                  | Crempe                      | Kreisgericht Itzehoe   | 1982                                |
| Amtsgericht Wilster                 | Wilster                     | Kreisgericht Itzehoe   | 1975                                |
| Amtsgericht Itzehoe                 | Itzehoe                     | Kreisgericht Itzehoe   | besteht                             |
| Amtsgericht Kellinghusen            | Kellinghusen                | Kreisgericht Itzehoe   | 1982                                |
| Amtsgericht Ahrensburg              | Ahrensburg                  | Kreisgericht Altona    | besteht                             |
| Amtsgericht Altona                  | Altona                      | Kreisgericht Altona    | besteht                             |
| Amtsgericht Bargteheide             | Bargteheide                 | Kreisgericht Altona    | 1970                                |
| Amtsgericht Blankenese              | Blankenese                  | Kreisgericht Altona    | besteht                             |
| Amtsgericht Elmshorn                | Elmshorn                    | Kreisgericht Altona    | besteht                             |
| Amtsgericht Oldesloe                | Oldesloe                    | Kreisgericht Altona    | 2009                                |
| Amtsgericht Pinneberg               | Pinneberg                   | Kreisgericht Altona    | besteht                             |
| Amtsgericht Rantzau                 | Rantzau                     | Kreisgericht Altona    | 1976                                |
| Amtsgericht Reinbek                 | Reinbek                     | Kreisgericht Altona    | besteht                             |
| Amtsgericht Reinfeld                | Reinfeld (Holstein)         | Kreisgericht Altona    | 1970                                |
| Amtsgericht Trittau                 | Trittau                     | Kreisgericht Altona    | 1995                                |
| Amtsgericht Uetersen                | Uetersen                    | Kreisgericht Altona    | 1982                                |
| Amtsgericht Wandsbeck               | Wandsbeck                   | Kreisgericht Altona    | besteht                             |
| Amtsgericht Bredstedt               | Bredstedt                   | Kreisgericht Schleswig | 1976                                |
| Amtsgericht Cappeln                 | Cappeln                     | Kreisgericht Schleswig | 2007                                |
| Amtsgericht Eckernförde             | Eckernförde                 | Kreisgericht Schleswig | besteht                             |
| Amtsgericht Friedrichstadt          | Friedrichstadt              | Kreisgericht Schleswig | 1976                                |
| Amtsgericht Garding                 | Garding                     | Kreisgericht Schleswig | 1959                                |
| Amtsgericht Gettorf                 | Gettorf                     | Kreisgericht Schleswig | 1978                                |
| Amtsgericht Husum                   | Husum                       | Kreisgericht Schleswig | besteht                             |
| Amtsgericht Nordstrand              | Nordstrand                  | Kreisgericht Schleswig | 1902                                |
| Amtsgericht Pellworm                | Pellworm                    | Kreisgericht Schleswig | 1896                                |
| Amtsgericht Rendsburg               | Rendsburg                   | Kreisgericht Schleswig | besteht                             |
| Amtsgericht Schleswig               | Schleswig                   | Kreisgericht Schleswig | besteht                             |
| Amtsgericht Tönning                 | Tönning                     | Kreisgericht Schleswig | 1976                                |
| Amtsgericht Apenrade                | Apenrade                    | Kreisgericht Flensburg | 1919                                |
| Amtsgericht Augustenburg            | Augustenburg                | Kreisgericht Flensburg | 1871                                |
| Amtsgericht Broacker                | Broacker                    | Kreisgericht Flensburg | 1871                                |
| Amtsgericht Cappeln                 | Cappeln                     | Kreisgericht Flensburg | 2007                                |
| Amtsgericht Flensburg               | Flensburg                   | Kreisgericht Flensburg | besteht                             |
| Amtsgericht Gravenstein             | Gravenstein                 | Kreisgericht Flensburg | vor 1879                            |
| Amtsgericht Hadersleben             | Hadersleben                 | Kreisgericht Flensburg | 1919                                |
| Amtsgericht Leck                    | Leck                        | Kreisgericht Flensburg | 1974                                |
| Amtsgericht Lygumkloster            | Lygumkloster                | Kreisgericht Flensburg | 1919                                |
| Amtsgericht Neuenkirchen (Fegtasch) | Neuenkirchen (Dithmarschen) | Kreisgericht Flensburg | vor 1879                            |
| Amtsgericht Niebüll                 | Niebüll                     | Kreisgericht Flensburg | besteht                             |
| Amtsgericht Norburg                 | Norburg                     | Kreisgericht Flensburg | 1919                                |
| Amtsgericht Rödding                 | Rödding                     | Kreisgericht Flensburg | 1919                                |
| Amtsgericht Sonderburg              | Sonderburg                  | Kreisgericht Flensburg | 1919                                |
| Amtsgericht Tinnum auf Sylt         | Tinnum                      | Kreisgericht Flensburg | 1902 nach Westerland                |
| Amtsgericht Toftlund                | Toftlund                    | Kreisgericht Flensburg | 1919                                |
| Amtsgericht Tondern                 | Tondern                     | Kreisgericht Flensburg | 1919                                |
| Amtsgericht Wisbye                  | Wisbye                      | Kreisgericht Flensburg | vor 1879                            |
| Amtsgericht Wyck                    | Wyck                        | Kreisgericht Flensburg | 1974                                |

### Deutsches Gerichtsverfassungsgesetz
Mit dem Inkrafttreten des Deutschen Gerichtsverfassungsgesetzes wurde die reichsweit einheitliche Gerichtsstruktur umgesetzt. Das Appellationsgericht Kiel wurde in das Oberlandesgericht Kiel mit Sitz in Kiel umgewandelt.
Die Kreisgerichte wurden aufgelöst. Stattdessen wurden folgende Landgerichte geschaffen:
- Landgericht Altona (Kreisgericht Altona, Ratzeburg und Teile von Itzehoe), 375.000 Einwohner
- Landgericht Kiel (Kreisgericht Kiel und Teile von Schleswig und Itzehoe), 341.000 Einwohner
- Landgericht Flensburg (Kreisgericht Flensburg  und Schleswig außer dem Kreis Eckernförde), 361.000 Einwohner[2]

An Amtsgerichten bestanden nun:
| Amtsgericht                       | Sitz                 | Landgericht           | Aufgelöst                           |
| --------------------------------- | -------------------- | --------------------- | ----------------------------------- |
| Amtsgericht Ahrensburg            | Ahrensburg           | Landgericht Altona    | besteht                             |
| Amtsgericht Altona                | Altona               | Landgericht Altona    | besteht                             |
| Amtsgericht Bargteheide           | Bargteheide          | Landgericht Altona    | 1970                                |
| Amtsgericht Blankenese            | Blankenese           | Landgericht Altona    | besteht                             |
| Amtsgericht Crempe                | Crempe               | Landgericht Altona    | 1982                                |
| Amtsgericht Eddelack              | Eddelack             | Landgericht Altona    | 1938 (verlegt nach Brunsbüttelkoog) |
| Amtsgericht Elmshorn              | Elmshorn             | Landgericht Altona    | besteht                             |
| Amtsgericht Glückstadt            | Glückstadt           | Landgericht Altona    | 1982                                |
| Amtsgericht Itzehoe               | Itzehoe              | Landgericht Altona    | besteht                             |
| Amtsgericht Kellinghusen          | Kellinghusen         | Landgericht Altona    | 1982                                |
| Amtsgericht Lauenburg             | Lauenburg/Elbe       | Landgericht Altona    | besteht                             |
| Amtsgericht Marne                 | Marne                | Landgericht Altona    | 1971                                |
| Amtsgericht Meldorf               | Meldorf              | Landgericht Altona    | besteht                             |
| Amtsgericht Mölln                 | Mölln                | Landgericht Altona    | besteht                             |
| Amtsgericht Oldesloe              | Oldesloe             | Landgericht Altona    | 2009                                |
| Amtsgericht Pinneberg             | Pinneberg            | Landgericht Altona    | besteht                             |
| Amtsgericht Rantzau               | Rantzau              | Landgericht Altona    | 1976                                |
| Amtsgericht Ratzeburg             | Ratzeburg            | Landgericht Altona    | besteht                             |
| Amtsgericht Reinbek               | Reinbek              | Landgericht Altona    | besteht                             |
| Amtsgericht Reinfeld              | Reinfeld (Holstein)  | Landgericht Altona    | 1970                                |
| Amtsgericht Schwarzenbeck         | Schwarzenbeck        | Landgericht Altona    | besteht                             |
| Amtsgericht Steinhorst            | Steinhorst           | Landgericht Altona    | 1955                                |
| Amtsgericht Trittau               | Trittau              | Landgericht Altona    | 1995                                |
| Amtsgericht Uetersen              | Uetersen             | Landgericht Altona    | 1982                                |
| Amtsgericht Wandsbeck             | Wandsbeck            | Landgericht Altona    | besteht                             |
| Amtsgericht Wilster               | Wilster              | Landgericht Altona    | 1975                                |
| Amtsgericht Apenrade              | Apenrade             | Landgericht Flensburg | 1919                                |
| Amtsgericht Bredstedt             | Bredstedt            | Landgericht Flensburg | 1976                                |
| Amtsgericht Cappeln               | Cappeln              | Landgericht Flensburg | 2007                                |
| Amtsgericht Flensburg             | Flensburg            | Landgericht Flensburg | besteht                             |
| Amtsgericht Friedrichstadt        | Friedrichstadt       | Landgericht Flensburg | 1976                                |
| Amtsgericht Garding               | Garding              | Landgericht Flensburg | 1959                                |
| Amtsgericht Hadersleben           | Hadersleben          | Landgericht Flensburg | 1919                                |
| Amtsgericht Husum                 | Husum                | Landgericht Flensburg | besteht                             |
| Amtsgericht Leck                  | Leck                 | Landgericht Flensburg | 1974                                |
| Amtsgericht Lygumkloster          | Lygumkloster         | Landgericht Flensburg | 1919                                |
| Amtsgericht Niebüll               | Niebüll              | Landgericht Flensburg | besteht                             |
| Amtsgericht Norburg               | Norburg              | Landgericht Flensburg | 1919                                |
| Amtsgericht Nordstrand            | Nordstrand           | Landgericht Flensburg | 1902                                |
| Amtsgericht Pellworm              | Pellworm             | Landgericht Flensburg | 1896                                |
| Amtsgericht Rödding               | Rödding              | Landgericht Flensburg | 1919                                |
| Amtsgericht Schleswig             | Schleswig            | Landgericht Flensburg | besteht                             |
| Amtsgericht Sonderburg            | Sonderburg           | Landgericht Flensburg | 1919                                |
| Amtsgericht Tinnum auf Sylt       | Tinnum               | Landgericht Flensburg | 1902 nach Westerland                |
| Amtsgericht Tönning               | Tönning              | Landgericht Flensburg | 1976                                |
| Amtsgericht Toftlund              | Toftlund             | Landgericht Flensburg | 1919                                |
| Amtsgericht Tondern               | Tondern              | Landgericht Flensburg | 1919                                |
| Amtsgericht Wyck                  | Wyck                 | Landgericht Flensburg | 1974                                |
| Amtsgericht Bordesholm            | Bordesholm           | Landgericht Kiel      | 1975                                |
| Amtsgericht Bramstedt             | Bramstedt            | Landgericht Kiel      | 1999                                |
| Amtsgericht Burg auf Fehmarn      | Burg auf Fehmarn     | Landgericht Kiel      | 1979                                |
| Amtsgericht Eckernförde           | Eckernförde          | Landgericht Kiel      | besteht                             |
| Amtsgericht Gettorf               | Gettorf              | Landgericht Kiel      | 1978                                |
| Amtsgericht Heide                 | Heide                | Landgericht Kiel      | 1971                                |
| Amtsgericht Heiligenhafen         | Heiligenhafen        | Landgericht Kiel      | 1979                                |
| Amtsgericht Hohenwestedt          | Hohenwestedt         | Landgericht Kiel      | 1976                                |
| Amtsgericht Kiel                  | Kiel                 | Landgericht Kiel      | besteht                             |
| Amtsgericht Lütjenburg            | Lütjenburg           | Landgericht Kiel      | 1979                                |
| Amtsgericht Lunden                | Lunden               | Landgericht Kiel      | 1932                                |
| Amtsgericht Neumünster            | Neumünster           | Landgericht Kiel      | besteht                             |
| Amtsgericht Neustadt in Holstein  | Neustadt in Holstein | Landgericht Kiel      | 1979                                |
| Amtsgericht Nortorf               | Nortorf              | Landgericht Kiel      | 1976                                |
| Amtsgericht Oldenburg in Holstein | Oldenburg            | Landgericht Kiel      | besteht                             |
| Amtsgericht Ploen                 | Ploen                | Landgericht Kiel      | besteht                             |
| Amtsgericht Preetz                | Preetz               | Landgericht Kiel      | 1979                                |
| Amtsgericht Rendsburg             | Rendsburg            | Landgericht Kiel      | besteht                             |
| Amtsgericht Schenefeld            | Schenefeld           | Landgericht Kiel      | 1970                                |
| Amtsgericht Schönberg (Holstein)  | Schönberg (Holstein) | Landgericht Kiel      | 1979                                |
| Amtsgericht Segeberg              | Segeberg             | Landgericht Kiel      | besteht                             |
| Amtsgericht Wesselburen           | Wesselburen          | Landgericht Kiel      | 1971                                |

Nach dem Ersten Weltkrieg wurde 1919 Nordschleswig dänisch besetzt und 1920 abgetreten. Die dortigen Amtsgerichte wurden aufgelöst bzw. in dänische Gerichte umgewandelt.

### Eingliederung von Lübeck 1937
Durch das Groß-Hamburg-Gesetz verlor Lübeck 1937 seine 711 Jahre alte territoriale Eigenständigkeit und wurde Teil der preußischen Provinz Schleswig-Holstein. In diesem Zusammenhang wurde zum 1. April 1937 das Landgericht Altona aufgehoben, das Landgericht Lübeck in den Bezirk des Oberlandesgerichts Kiel eingegliedert und ein neues Landgericht Itzehoe errichtet. Zum Bezirk dieses Landgerichts gehörten von da an die Amtsgerichte Eddelak, Elmshorn, Glückstadt, Itzehoe, Krempe, Marne, Meldorf, Pinneberg, Rantzau, Uetersen, Wilster, Kellinghusen und Schenefeld.

### Im Bundesland Schleswig-Holstein
Seit 1948 besteht das Schleswig-Holsteinische Oberlandesgericht in Schleswig anstelle des Oberlandesgerichts Kiel. Das 1963 in Kraft getretene Gerichtsorganisationsgesetz regelte die Organisation der ordentlichen Gerichtsbarkeit. Im 2018 in Kraft getretenen Landesjustizgesetz werden nunmehr neben der ordentlichen Gerichtsbarkeit auch die Arbeits-, Finanz-, Sozial- und Verwaltungsgerichtsbarkeit des Landes geregelt.

## Verwaltungsgerichtsbarkeit
Mit dem „Gesetz, betreffend die Verfassung der Verwaltungsgerichte und das Verwaltungsstreitverfahren“ (VGG) von 1875 und dem „Gesetz, betreffs die Zuständigkeiten der Verwaltungsbehörden und der Verwaltungsgerichtsbehörden“ (Kompetenzgesetz) vom 26. Juli 1876 wurde in Preußen eine Verwaltungsgerichtsbarkeit geschaffen. Diese Gesetze galten aber zunächst nur in den östlichen Provinzen. Erst im Laufe der zweiten Hälfte der 1880er erfolgte die Einführung auch in den westlichen Provinzen.
An der Spitze der Verwaltungsgerichtsbarkeit stand das Preußische Oberverwaltungsgericht. Auf Provinzebene war das Bezirksverwaltungsgericht Schleswig als zweite Instanz eingerichtet. Als erste Instanz dienten die Kreisverwaltungsgerichte, die in jedem Landkreis eingerichtet waren.

## Arbeitsgerichtsbarkeit
Mit dem Arbeitsgerichtsgesetz vom 23. Dezember 1926 wurden Arbeitsgerichte eingerichtet. In Schleswig-Holstein wurden 1927 zwei Landesarbeitsgerichte eingerichtet, die organisatorisch Teil der jeweiligen Landgerichte waren. Darunter wurden selbstständige Arbeitsgerichte als erste Instanz geschaffen.
| Arbeitsgericht                      | Landesarbeitsgericht |
| ----------------------------------- | -------------------- |
| Arbeitsgericht Altona               | Landgericht Altona   |
| Arbeitsgericht Heide                | Landgericht Altona   |
| Arbeitsgericht Itzehoe              | Landgericht Altona   |
| Arbeitsgericht Pinneberg            | Landgericht Altona   |
| Arbeitsgericht Ratzeburg            | Landgericht Altona   |
| Arbeitsgericht Wandsbek             | Landgericht Altona   |
| Arbeitsgericht Flensburg            | Landgericht Kiel     |
| Arbeitsgericht Husum                | Landgericht Kiel     |
| Arbeitsgericht Kiel                 | Landgericht Kiel     |
| Arbeitsgericht Oldenburg (Holstein) | Landgericht Kiel     |
| Arbeitsgericht Neumünster           | Landgericht Kiel     |
| Arbeitsgericht Rendsburg            | Landgericht Kiel     |
| Arbeitsgericht Westerland           | Landgericht Kiel     |
| Arbeitsgericht Wyk auf Föhr         | Landgericht Kiel     |

Mit dem Groß-Hamburg-Gesetz vom 26. Januar 1937 wurden auch die Arbeitsgerichtsbezirke neu gefasst. Das eine Landesarbeitsgericht wurde von Altona nach Lübeck verlegt. Es ergab sich folgende neue Struktur:
| Arbeitsgericht                      | Landesarbeitsgericht |
| ----------------------------------- | -------------------- |
| Arbeitsgericht Ahrensburg           | Landgericht Lübeck   |
| Arbeitsgericht Lübeck               | Landgericht Lübeck   |
| Arbeitsgericht Oldenburg (Holstein) | Landgericht Lübeck   |
| Arbeitsgericht Elmshorn             | Landgericht Lübeck   |
| Arbeitsgericht Flensburg            | Landgericht Kiel     |
| Arbeitsgericht Husum                | Landgericht Kiel     |
| Arbeitsgericht Itzehoe              | Landgericht Kiel     |
| Arbeitsgericht Kiel                 | Landgericht Kiel     |
| Arbeitsgericht Neumünster           | Landgericht Kiel     |
| Arbeitsgericht Rendsburg            | Landgericht Kiel     |

In Bezug auf die Arbeitsgerichtsbarkeit ergab sich ab dem 23. August 1946 folgende Struktur. Es gab nur noch ein Landesarbeitsgericht Rendsburg (später Landesarbeitsgericht Kiel). Dieses war aber nun organisatorisch selbstständig und nicht mehr Teil des Landgerichtes. Darunter waren neun Arbeitsgerichte angesiedelt:
| Arbeitsgericht            | Aufgelöst |
| ------------------------- | --------- |
| Arbeitsgericht Ahrensburg | 0         |
| Arbeitsgericht Elmshorn   | besteht   |
| Arbeitsgericht Flensburg  | besteht   |
| Arbeitsgericht Heide      | 1976      |
| Arbeitsgericht Kiel       | besteht   |
| Arbeitsgericht Lübeck     | besteht   |
| Arbeitsgericht Neumünster | besteht   |
| Arbeitsgericht Rendsburg  | 1976      |
| Arbeitsgericht Schleswig  | 1956      |